# Флаг Златоуста
Флаг муниципального образования «Златоу́стовский городской округ» Челябинской области Российской Федерации — опознавательно-правовой знак, составленный и употребляемый в соответствии с вексиллологическими правилами. Флаг (наряду с основным городским символом — гербом) является официальным символом города, единства его территории, населения, прав и самоуправления.
Флаг утверждён 26 августа 2000 года, как флаг муниципального образования «Город Златоуст», и внесён в Государственный геральдический регистр Российской Федерации с присвоением регистрационного номера 665. После муниципальной реформы 2006 года — флаг Златоустовского городского округа.

## Описание
«Флаг муниципального образования „Златоустовский городской округ“ представляет собой прямоугольное алое полотнище, с соотношением ширины к длине 2:3, воспроизводящее композицию гербового щита».
Геральдическое описание герба гласит: «В червлёном (красном) поле над пониженным золотым поясом вписанный летящий золотой крылатый конь».

## Символика
За основу флага взят современный герб муниципального образования «Златоустовский городской округ».
Алый цвет полотнища является символом огня, в котором плавится металл, характеризуя Златоуст как родину русского булата и один из центров качественной металлургии России.
Алый цвет полотнища также говорит о силе и мужестве жителей города, их активном участии в крупнейших исторических событиях XVIII—XIX веков, и напоминает о том, что город был основан Мосоловыми — тульскими промышленниками (поле флага Тулы — красное).
С начала XIX века Златоуст — центр художественной гравюры на металле (зародилась как подсобное производство для украшения сабель, кортиков, шпаг; ныне золотой и серебряной насечкой украшают подарочное оружие, делают декоративные панно на стальных пластинах). Стилизованное изображение крылатого коня символизирует уникальное искусство златоустовской гравюры на стали, а золотой цвет говорит о высоком таланте златоустовских мастеров и также богатстве уральских недр.
Жёлтый (золотой) цвет горизонтальной полосы говорит о богатстве уральских недр и напоминает об имени города — Златоуст (золото в геральдике также символизирует прочность, величие, великодушие).